# Toklular
Toklular (kurd. Tokliyan, auch Toxlan) ist ein Dorf im Landkreis Karlıova der türkischen Provinz Bingöl. Toklular liegt in Ostanatolien auf 1800 m über dem Meeresspiegel, ca. 5 km südwestlich von Karlıova.
Toklular ist die türkisierte Form des früheren Namens Tokliyan. Der Name Tokliyan ist beim Katasteramt registriert.
1985 lebten 995 Menschen in Toklular. 2009 hatte die Ortschaft 1.385 Einwohner.